# Le Persil
Pour les articles homonymes, voir Persil (homonymie).
Le Persil est un journal littéraire suisse de langue française édité à Lausanne. Il a été créé en 2004 par l'écrivain roumain Marius Daniel Popescu.

## Caractéristiques
Après avoir utilisé Le Persil dans un premier temps comme l'organe de diffusion de ses propres textes, Marius Daniel Popescu a ouvert ses colonnes aux jeunes talents et aux écrivains confirmés de Suisse romande, tout en privilégiant les échanges avec les auteurs suisses alémaniques et les artistes (photographes et dessinateurs).
Ce journal donne tantôt carte blanche à un écrivain (Olivier Sillig en 2005, Antoine Jaccoud en 2010, Heike Fiedler en 2013, etc.), tantôt publie un florilège de textes inédits de différents auteurs. Il mène également des enquêtes littéraires (Tiers inclus en 2009, Les livres fantômes en 2012, Prix, bourses, résidences et distinctions en 2022), fait dialoguer littérature et arts visuels (Cas de figures en 2011), propose des numéros thématiques (Pourquoi faut-il relire Charles-Albert Cingria ? en 2011, Rousseau et moi et Traduction littéraire : un art à part entière en 2012, Comme des gamins - littérature illustrée pour la jeunesse en 2014, La littérature hors du livre en 2017). Plusieurs numéros mettent en lumière le milieu de l'édition romande (Éditions d’autre part en 2008, Éditions Empreintes en 2014, Éditions originales sur les petites maisons d'édition en 2013 et 2014) ou publient les textes issus de concours (Petites misères en Suisse romande en 2014) et d'ateliers littéraires (de l'Université de Lausanne, de l'Institut littéraire suisse de Bienne ou de gymnases vaudois). Enfin, il rend hommage à plusieurs figures littéraires suisses contemporaines (Hugo Loetscher en 2010, Charles Racine en 2013, Jean-Luc Benoziglio en 2014, Alexandre Voisard en 2018, Gaston Cherpillod en 2019, Pierre-Alain Tâche en 2020, Jacques Chessex en 2023).
Depuis 2007, la publication du journal est soutenue par l'Association des Amis du journal Le Persil. L'Association a été présidée de 2008 à 2015 par Daniel Rothenbühler, critique littéraire et enseignant. Son président actuel est Dominique Brand, enseignant.
Le journal a fêté en 2014 ses dix ans d'existence. Pour ses vingt ans, un site web a été créé par l'association des Amis du journal afin de mettre en valeur la richesse et la variété des parutions, et dans la foulée le dynamisme de la scène littéraire romande. Une grande partie des anciens numéros y figurent en ligne gratuitement.